# Cyperus tetraphyllus
Cyperus tetraphyllus är en halvgräsart som beskrevs av Robert Brown. Cyperus tetraphyllus ingår i släktet papyrusar, och familjen halvgräs. Inga underarter finns listade i Catalogue of Life.